# Конец «Сатурна»
«Конец „Сатурна“» — художественный фильм по документальной повести Василия Ардаматского, продолжение фильма «Путь в „Сатурн“». Вторая часть трилогии. Продолжение в фильме «Бой после победы».

## Сюжет
Получив сведения о немецких шпионах, советские разведчики смогли дезинформировать умного и коварного врага с помощью фальшивых донесений. Деятельность мощного разведоргана «Сатурн» оказывается нейтрализованной.
В основу сюжета положена киноверсия одной из радиоигр с противником, которую вёл контрразведчик Григорий Григоренко.

## В ролях
| Актёр               | Роль                                 |
| ------------------- | ------------------------------------ |
| Зоя Василькова      | Гретхен                              |
| Михаил Волков       | Крылов / Крамер                      |
| Григорий Гай        | Андронов (офицер «Сатурна»)          |
| Михаил Глузский     | Сивков                               |
| Николай Граббе      | Ольховиков                           |
| Георгий Жжёнов      | генерал Тимерин                      |
| Владимир Кашпур     | лейтенант Бударин (связной Крылова)  |
| Евгений Кузнецов    | генерал Симаков                      |
| Людмила Максакова   | Софи                                 |
| Владимир Муравьёв   | Завгородний                          |
| Владимир Покровский | офицер «Сатурна» полковник фон Клее  |
| Николай Прокопович  | офицер «Сатурна» майор Вильгельми    |
| Людмила Шапошникова | офицер «Сатурна» капитан Шенеман     |
| Николай Симкин      | Гурьев                               |
| Валентина Талызина  | Надя (озвучивает Антонина Кончакова) |
| Аркадий Толбузин    | генерал Дробот                       |
| Виктор Уральский    | сотрудник НКВД                       |
| Андрей Файт         | начальник штаба группы армий «Центр» |
| Бруно Фрейндлих     | Адмирал Канарис                      |
| Геннадий Юхтин      | Суконцев                             |
| Николай Сморчков    | партизан                             |
| Владимир Маренков   | связной                              |
| Борис Юрченко       | Черненко                             |
| Леонид Евтифьев     | адъютант Канариса                    |
| Леонид Чубаров      | эпизод                               |
| Владимир Липпарт    | офицер "Сатурна"                     |
| Борис Клюев         | немецкий офицер                      |
| Эрвин Кнаусмюллер   | немецкий майор                       |

## Съёмочная группа
- Авторы сценария:
  - Василий Ардаматский
  - Михаил Блейман
  - Виллен Азаров
- Режиссёр: Виллен Азаров
- Оператор: Марк Дятлов
- Художник: Семён Ушаков
- Композитор: Александр Флярковский